# Angela Zachepa
Angela Zachepa-Muluzi, née en 1983, est une comptable et une femme politique du Malawi. Elle est l'ancienne députée de Blantyre North East,. En 2004, Zachepa a été élue députée au Malawi à l'âge de 21 ans, ce qui fait d'elle la plus jeune députée au Malawi,
Elle est titulaire d'un baccalauréat en comptabilité de l'Université du Malawi. Elle est mariée avec Austin Muluzi. Elle est la belle-fille de l'ancien président malawien Bakili Muluzi.